# Roald Dahl
Roald Dahl (13. září 1916 Llandaff, Cardiff — 23. listopadu 1990 Great Missenden) byl britský romanopisec, povídkář a scenárista norského původu, který se do popředí dostal ve čtyřicátých letech 20. století a stal se jedním z nejprodávanějších autorů na světě.
Mezi jeho nejpopulárnější díla patří Karlík a továrna na čokoládu, Jakub a obří broskev, Matylda a Čarodějnice.

## Biografie
Narodil v roce 1916 ve čtvrti cardiffské čtvrti Llandaff ve Walesu norským rodičům, Haraldovi Dahlovi a Sofii Magdaleně Dahlové. Dahlova rodina se přestěhovala z Norska a usadila se v Cardiffu v osmdesátých letech 19. století. Roald byl pojmenován po polárním badateli Roaldovi Amundsenovi, tehdejším národním hrdinovi Norska. Doma mluvil s rodiči a sestrami norsky.
V roce 1920, když mu byly čtyři roky, zemřela jeho sedmiletá sestra Astri na apendicitidu. Asi o měsíc později zemřel ve věku 57 let na zápal plic i jeho otec. Jeho matka se přesto rozhodla nevrátit se do Norska za svými příbuznými, ale zůstala ve Walesu, protože její manžel si přál, aby děti studovaly na anglických školách.
Nejdříve navštěvoval Cathedral School v Llandaffu, poté studoval na několika internátních školách v Anglii.
Byl vysoký, v dospělosti měřil bezmála dva metry (1,99 m), a byl velmi dobrý sportovec – stal se kapitánem školního squashového týmu a hrál i za školní fotbalový tým. Zajímal se také o fotografování. Během let, kdy navštěvoval Rapton School, čokoládová společnost Cadbury příležitostně do této školy posílala krabice s novými čokoládami za účelem testování žáky. Zřejmě snil o stvoření nové čokolády, za kterou by ho pochválil sám pan Cadbury, což ho později inspirovalo k napsání jeho třetí dětské knihy Karlík a továrna na čokoládu.
Během dětských let trávil letní prázdniny v Norsku, rodné zemi svých rodičů, kde si užíval převážně fjordů. Jeho dětství je námětem autobiografické knihy Boy: Tales of Childhood (česky Kluk. Příběhy z dětství).
Po dokončení školy nastoupil v roce 1934 u firmy Shell a stal se jedním z obchodních zástupců pro oblast východní Afriky.

### Druhá světová válka
V listopadu 1939 se připojil k Royal Air Force (RAF). Základní výcvik dostal v Nairobi, pokročilé letecké schopnosti pak cvičil v Iráku na základně RAF Habbaniya, která byla 80 km západně od Bagdádu. Po šesti měsících výcviku získal hodnost Pilot Officer.
Když v roce 1940 letěl z Libye, měl přistát na přistávací ploše 48 km jižně od egyptského přístavu Mersa Matrúh. Ale nemohl přistávací plochu najít, navíc mu docházelo palivo a přicházela noc, takže musel nouzově přistát v poušti. Ovšem podvozek jeho stíhačky Gloster Gladiator zavadil o kámen a letadlo ztroskotalo. Dahl měl frakturu lebky a dočasně oslepl. Havárii později popsal v autobiografickém díle Sólový let.
Byl zachráněn a převezen do Mersa Matrúh, kde se probral z bezvědomí, ale zrak se mu nevrátil. Byl převezen do nemocnice Royal Navy v Alexandrii. Tam se zamiloval do sestřičky Mary Wellandové. Zamiloval se do jejího hlasu, když byl slepý, ale když se mu zrak vrátil, zjistil, že už ji nemiluje.[zdroj?]
V únoru 1941 byla 80. peruť (ve které sloužil) přesunuta do Řecka na základnu v Elefsis blízko Athén. Eskadra nyní vlastnila stíhací letouny Hawker Hurricane. Dahl prožil svou první leteckou bitvu 15. dubna 1941, když sám letěl nad městem Chalkis. Zaútočil na šest letadel Junkers Ju 88, která bombardovala lodě, a jedno z nich sestřelil. 16. dubna sestřelil dalšího Ju 88.
20. dubna 1941 se Dahl účastnil „Bitvy o Athény“. Z dvanácti britských Hurricanů jich pět bylo sestřeleno. Britové sestřelili 22 německých letadel.
Letka se vrátila zpět do Elefsis. Později toho dne bylo letiště bombardováno německými Messerschmitty Bf 109, ale žádný z nich nezasáhl ani jeden Hawker Hurricane. 21. dubna byly Hurricany evakuovány na malé, tajné letiště poblíž Megary, kam se schovali piloti. Později se sedm pilotů, mezi nimi Dahl, přemístilo na letiště Argos. Později, po útoku na letiště, byli evakuováni do Egypta. Odtud čtyři týdny létal na různé mise, ale pak začal mít časté bolesti hlavy, které ukončily jeho leteckou kariéru. Vrátil se zpět do Británie.
Psát začal v roce 1942, poté co byl přemístěn do Washingtonu, D.C., jako Air Attaché. Jeho první publikované dílo, „Shot Down Over Libya“ (tzv. Sestřelení nad Libyí) publikované v Saturday Evening Post, popisuje havárii jeho letadla. C. S. Forester poprosil Dahla, aby napsal pár anekdot o RAF, z kterých by pak Forester udělal příběh. Když si poté přečetl, co mu Dahl dal, rozhodl se to publikovat přesně tak, jak to bylo napsané. Originální titulek článku byl A Piece of Cake (Snadná záležitost), ale ten byl změněn, aby vypadal více dramaticky, a to přestože Dahl nebyl „sestřelen“.
Druhou světovou válku ukončil v hodnosti podplukovníka RAF (wing commander). Sestřelil pět nepřátelských letadel, čímž se stal leteckým esem. To se potvrdilo poválečným výzkumem a pátráním v záznamech Fašistické osy, pravděpodobně jich ale sestřelil ještě více, a to 20. dubna 1941, kde jeho letka sestřelila celkem 22 německých letadel.

### Soukromí
V roce 1953 se v New Yorku oženil s herečkou Patricií Nealovou. Jejich manželství přetrvalo 30 let a měli pět dětí: Olivii (která zemřela v sedmi letech), Tessu, Thea, Ophelii a Lucy. Olivii později věnoval knihu Obr Dobr.
S Patricií se rozvedl roku 1983 a následně si vzal Felicity d'Abreu Crosland, která byla o dvaadvacet let mladší než on.
Zemřel ve svém domě v Great Missendenu, Buckinghamshire, v listopadu 1990 ve věku 74 let na myelodysplastický syndrom. Byl pochován na hřbitově farního kostela svatého Petra a Pavla.

## Odkaz
Na jeho počest byla otevřena Roald Dahl Children's Gallery (Dětská galerie Roalda Dahla) v Buckinghamshire County Museum (Muzeum Buckinghamshirského hrabství) v blízkém Aylesbury. V jeho oddanosti k charitě v oblastech neurologie, hematologie a gramotnosti po jeho smrti pokračovala skrze Nadaci Roalda Dahla (Roald Dahl Foundation) jeho vdova. V červnu 2005 bylo v Missendenu otevřeno Muzeum Roalda Dahla a Povídkové centrum (Roald Dahl Museum and Story Centre), aby představilo jeho tvorbu.
V roce 2023 vzbudilo pobouření nakladatelství Dahlova díla, rozhodnutím pozměnit některá slova v jeho knihách. Např. postava z knihy Karlík a továrna na čokoládu, Augustus Gdoule, je „enormní“ namísto „tlustý“. V knize Twits už není „zvláštní africký jazyk“, ale pouze „africký jazyk“ a obr Dobr ze stejnojmenné knihy už nenosí černý kabát. Změny kritizovali spisovatelé Salman Rushdie, John Dougherty i premiér Rishi Sunak. Společnost Roald Dahl Story Company uvedla, že změny jsou „pouze malé a pečlivě promyšlené”.

## Antisemitismus
Dahl bývá kritizován za své antisemitské výroky.
„V židovském charakteru je rys, který vyvolává nepřátelství, možná je to druh nedostatku velkorysosti vůči nežidům. Chci říct, že vždy existuje důvod, proč se kdekoli objeví anti-cokoli; i takový mizera jako Hitler si je jen tak bezdůvodně nevybral. Chci říct, kdybychom vy a já stáli v řadě směrem k plynovým komorám, o kterých jsme věděli, že bych se raději pokusil vzít s sebou jednoho ze strážců; ale oni [Židé] byli vždy poddajní."
"Jsem jistě anti-Izrael a stal jsem se antisemitským."
V knižní recenzi napsané Dahlem v periodiku „Literary Review“ se zmiňoval o „těchto mocných amerických židovských bankéřích“ a obvinil vládu Spojených států, že je „naprosto ovládána tamními velkými židovskými finančními institucemi“.
O izraelské vojenské aktivitě v Libanonu, řekl, „byla v novinách zamlčována, protože jsou primárně ve vlastnictví Židů… nikde nejsou žádní nežidovští vydavatelé“.
Když dále diskutoval o válce v Libanonu, napsal: „Nakonec se člověk diví, co jsou tito Izraelci za lidi. Je to jako za starých dobrých časů Hitlera a Himmlera.

### Knihy pro děti
| #  | Název                                | Název                         | Rok vydání                 | Rok vydání                 | Ilustrátor               | Počet stran |
| #  | anglicky                             | česky                         | Flag of the United Kingdom | Flag of the Czech Republic | Ilustrátor               | Počet stran |
| -- | ------------------------------------ | ----------------------------- | -------------------------- | -------------------------- | ------------------------ | ----------- |
| 1  | The Gremlins                         | Gremlinové                    | 1943                       | -                          | Bill Justice Al Dempster |             |
| 2  | James and the Giant Peach            | Jakub a obří broskev          | 1961                       | 1993                       | Quentin Blake            | 168         |
| 3  | Charlie and the Chocolate Factory    | Karlík a továrna na čokoládu  | 1964                       | 1971                       | Quentin Blake            | 208         |
| 4  | The Magic Finger                     | Kouzelný prst                 | 1966                       | 2018                       | Quentin Blake            | 72          |
| 5  | Fantastic Mr Fox                     | Fantastický pan Lišák         | 1968                       | 2009                       | Quentin Blake            | 112         |
| 6  | Charlie and the Great Glass Elevator | Karlík a velký skleněný výtah | 1972                       | 2018                       | Quentin Blake            |             |
| 7  | Danny, the Champion of the World     | Danny, mistr světa            | 1975                       | 1990                       | Quentin Blake            | 232         |
| 8  | The Enormous Crocodile               | Velikanánský krokodýl         | 1978                       | 2019                       | Quentin Blake            |             |
| 9  | The Twits                            | Prevítovi                     | 1980                       | 2007                       | Quentin Blake            | 104         |
| 10 | George’s Marvellous Medicine         | Jirkova zázračná medicína     | 1981                       | 2007                       | Quentin Blake            | 112         |
| 11 | The BFG                              | Obr Dobr                      | 1982                       | 1998                       | Quentin Blake            | 240         |
| 12 | Dirty Beasts                         | Špinavé Šelmy                 | 1983                       | -                          | Quentin Blake            |             |
| 13 | The Witches                          | Čarodějnice                   | 1983                       | 1993                       | Quentin Blake            | 248         |
| 14 | Boy: Tales of Childhood              | Kluk. Příběhy z dětství       | 1984                       | 2018                       | Quentin Blake            |             |
| 15 | The Giraffe and the Pelly and me     | Žirafa, pelikán a já          | 1985                       | 2020                       | Quentin Blake            |             |
| 16 | Matilda                              | Matylda                       | 1988                       | 1993                       | Quentin Blake            | 248         |
| 17 | Esio Trot                            | Avlež Kífla                   | 1990                       | 2019                       |                          |             |
| 18 | Billy and The Minpins                | Vilda a pidipískové           | 1991                       | 2020                       |                          |             |
| -' | Great Mouse plot                     | Velké myší spiknutí           | 1998                       | 2017                       | Quentin Blake            | 56          |